# F.E.A.R. Perseus Mandate
F.E.A.R. Perseus Mandate es el último pack de expansión para el videojuego F.E.A.R., hecha por TimeGate Studios, el mismo desarrollador que la anterior expansión, F.E.A.R. Extraction Point.

## Guion
Perseus Mandate se centra en un nuevo personaje en un guion que correrá en el mismo tiempo que el original F.E.A.R..
Así pues, nuestro nuevo personaje forma parte de un equipo de F.E.A.R. secundario, y que tiene como objetivo conseguir pruebas sobre los proyectos de Armacham.
Durante el transcurso del juego, combatiremos un nuevo tipo de enemigos llamado "Rondadores Nocturnos", y deberemos impedir que consigan las pruebas y muestras del proyecto de Armacham.

## FEAR Perseus Mandate Multiplayer
Para jugar necesitas descargar un nuevo parche o lanzador FEAR Perseus Mandate

## Características
Perseus Mandate tendrá unas características similares a sus predecesores, e incorporará algunas novedades, en cuanto a las armas, y una serie de misiones de bonificación disponibles al terminar la campaña principal del juego.
Esta expansión autojugable cuenta con 8 intervalos.
En cuanto al apartado técnico, Perseus Mandate mantiene el motor gráfico usado hasta ahora por los desarrolladores en esta serie de juegos: el Jupiter Engine. Esto supone que en cuanto a requisitos del sistema, estos sean similares a los anteriores.

## Los juegos F.E.A.R.
- 2005- F.E.A.R. First Encounter Assault Recon
- 2006- F.E.A.R. Extraction Point
- 2007- F.E.A.R. Perseus Mandate
- 2009- F.E.A.R. 2: Project Origin
- 2009- F.E.A.R. 2: Reborn
- 2011- F.E.A.R. 3